# 大内重弘
大内 重弘（おおうち しげひろ）は、周防国の武士。在庁官人大内氏の第22代当主。

## 生涯
先代の弘家の子。正安2年（1300年）の父の死で家督を相続した。『大内氏系図』には重弘は六波羅探題の評定衆を務めていたと記されている。
大内氏は周防の在庁官人から鎌倉幕府の御家人となっており、正元年間には六波羅探題傘下で京都の治安維持にあたる「在京人」となっていた。また、在庁の軍事・警察権を独占的に支配していた多々良氏一門の族長的存在として在庁官人の盟主的立場にあった。
重弘が家督を継いだ13世紀末より、東大寺大勧進職の利権化に伴って、東大寺衆徒による周防国衙領支配への介入と暴力化が問題化し、これに在庁官人が対抗する構図が生まれる。重弘も当然それに巻き込まれていく。
正和元年（1312年）以降の大勧進職・国司上人であった心源及び目代として派遣された承元が在庁官人と全面衝突する。心源・承元は国衙領内の在庁官人や他の寺社領を全て収公して国衙領に加える方針であったとみられるが、在庁官人側は反対に東大寺の末寺である阿弥陀寺の所領も含まれていることに着目して大勧進職が同寺の廃絶を企てていると訴えたのである。重弘は六波羅探題での地位を利用して幕府や朝廷に働きかけただけでなく、実玄を中心とする衆徒に賄賂に送って味方につけ心源排除の強訴を行わせた。心源側の衆徒も実玄の配流を求める強訴を起こしたものの在京していた重弘の働きで失敗に終わり、代わりに一旦収公した阿弥陀寺の寺領を再寄進して事態の収拾を図った。だが、重弘以下在庁官人の抵抗は続き、文保2年（1318年）末までに心源を罷免に追い込んだ。
元応2年（1320年）3月6日に死去。跡を嫡男の弘幸が継いだ。